# Les Lleis
 Les lleis (en grec antic: Νομοι) és un diàleg de Plató pertanyent a la seva època de maduresa. S'hi expressen les seves teories sobre la política i l'organització social d'una manera més realista i menys utòpica que en diàlegs anteriors (potser influït per les seves experiències amb la política a Siracusa).

## Resum
Al contrari que en la majoria dels diàlegs de Plató, Sòcrates no apareix en Les lleis. Això és perquè el diàleg té lloc a Creta, i Sòcrates mai apareix fora d'Atenes en els escrits de Plató. En lloc de Sòcrates, tenim com a protagonistes un ancià atenenc (contrafigura del mateix Plató) i dos ancians: un espartà (Megilo) i un cretenc (Clínica) de Cnossos.
L'atenès s'uneix als altres en el seu pelegrinatge religiós al santuari de Zeus. El diàleg complet té lloc durant aquesta jornada, emulat l'acció de Minos, al qual atribueixen els cretencs la redacció de les seves antigues lleis i que feia aquest camí cada nou anys per rebre instruccions de Zeus.
Cap al final del tercer capítol, Clínica anuncia que té l'encàrrec d'establir les lleis d'una nova colònia cretenca i que agrairia l'ajuda de l'atenenc. La resta del diàleg transcorre amb els tres ancians elaborant lleis per a la nova ciutat, alhora que caminen cap al santuari.
Les qüestions tractades en Les lleis són, entre moltes altres:
- La revelació divina de les lleis.
- El paper de la intel·ligència en la legislació.
- La relació entre filosofia, religió i política.
- El paper de la música, l'exercici i la dansa en l'educació.
- Llei natural i llei positiva.

El diàleg utilitza fonamentalment les legislacions atenenca i espartana (lacedemònia) perquè els dialogants tinguin present un conjunt de lleis, més o menys coherent, per a la nova ciutat de la qual estan parlant.

## Referència bibliogràfica
- Paideia: Protàgoras, de la República, de les Lleis, Plató, EUMO EDITORIAL, EAN: 9788476022566.